# Countdown to Ecstasy
Countdown to Ecstasy är rockgruppen Steely Dans andra album, utgivet 1973. "My Old School" och "Show Biz Kids" blev mindre hitar från albumet.

## Låtlista
Alla låtar skrivna av Walter Becker och Donald Fagen
1. "Bodhisattva" – 5:19
2. "Razor Boy" – 3:11
3. "The Boston Rag" – 5:40
4. "Your Gold Teeth" – 7:02
5. "Show Biz Kids" – 5:25
6. "My Old School" – 5:47
7. "Pearl of the Quarter" – 3:50
8. "King of the World" – 5:04

## Musiker
- Donald Fagen - piano, synth, sång
- Walter Becker - elbas, munspel, sång
- Ray Brown - kontrabas på "Razor Boy"
- Denny Dias - Gitarr
- Jeff Baxter - Gitarr, pedal steel guitar
- Ben Benay - akustisk gitarr
- Rick Derringer - slidegitarr på "Show Biz Kids"
- Jim Hodder - trummor, percussion, sång
- Victor Feldman - Vibrafon, marimba, percussion
- Ernie Watts - saxofon
- Johnny Rotella - saxofon
- Lanny Morgan - saxofon
- Bill Perkins - saxofon
- Sherlie Matthews - körsång
- Myrna Matthews - körsång
- Patricia Hall - körsång
- David Palmer - körsång
- Royce Jones - körsång
- James Rolleston - körsång
- Michael Fennelly - körsång

## Producenter
- Producent: Gary Katz
- Ljudtekniker: Roger Nichols
- Albumdesign: Dotty of Hollywood